# Alexis Caro
Pour les articles homonymes, voir Caro.
Alexis Caro, né le 29 décembre 1984 à Rennes, est un réalisateur et scénariste français.

## Biographie
Après ses études à l'École supérieure de réalisation audiovisuelle (ESRA) de Rennes, en 2007, il réalise son premier court-métrage de science-fiction Film Noir. En 2008, il s’installe à Casablanca, au Maroc, où il évolue dans l'industrie cinématographique en tant que directeur de la photographie, premier assistant réalisateur, et monteur. Pendant cette période, il dirige son deuxième court-métrage, Killing Me Softly avec Karim Saidi.
Il contribue ensuite au scénario de la série marocaine Une heure en enfer, explorant la pire heure de la vie d'une personne. La série est produite par Image Factory et est écrite en sept épisodes. Parallèlement, il écrit huit épisodes pour La Brigade, réalisée et produite par Adil El Fadili, une série policière marocaine qui aborde les tabous dans la société marocaine.
Il écrit ensuite le scénario du premier long métrage de Yassine Fennane, Karyan Bollywood, une comédie sociale noire se déroulant dans les bidonvilles de Casablanca. Le scénario a obtenu le financement du Centre cinématographique marocain et est sélectionné pour le Festival international du film de Marrakech en 2014.
De retour en France en 2012, il continue au cinéma marocain en écrivant les scénarios de Mon père n’est pas mort et Les hommes de la nuit, tous deux soutenus par le Centre cinématographique marocain. Ces films explorent différents aspects des années de plomb.
Il réalise ensuite son troisième court-métrage, Le Pigeon, un hommage aux classiques du genre des films d'arnaque. Le film récolte de nombreuses sélections et récompenses en festivals internationaux.
En 2018, il réalise Les Fossoyeurs, un court-métrage évoquant la déshumanisation du monde du travail.
Son dernier court-métrage, Rats, est un huis-clos tendu dans un environnement carcéral. Il met en vedette des acteurs notables comme Reta et le champion de MMA Mehdi Baghdad. Le film est sélectionné dans de nombreux festivals internationaux.

## Filmographie
Sauf indication contraire, les informations mentionnées dans cette section peuvent être confirmées par la base de données cinématographiques IMDb,  présente dans la section « Liens externes ».

### Scénariste

#### Longs métrages
- 2022 : Mon père n’est pas mort[6]
- 2015 : Karyan Bollywood[7]

### Réalisateur

#### Courts métrages
- 2007 : Film Noir
- 2008 : Killing Me Softly
- 2016 : Le Pigeon[8]
- 2019 : Les Fossoyeurs[9]
- 2022 : Rats[10]